# Amenemhat (con của Thutmose III)
Amenemhat là một vương tử sống vào thời kỳ Vương triều thứ 18 trong lịch sử Ai Cập cổ đại. Ông là con trai trưởng của pharaon Thutmose III, được chỉ định là người kế vị sau đó nhưng đã qua đời trước vua cha.
Vào năm thứ 24 trị vì của Thutmose III, Amenemhat, với danh hiệu Trưởng tử của Đức vua (King's Eldest Son), nhậm chức vụ Người trông coi bầy gia súc Amun, được ghi lại trên Đại sảnh Lễ hội của nhà vua (thuộc quần thể đền Karnak). Thời điểm này, vương hậu chính thất của Thutmose vẫn còn là Satiah, người được cho là mẹ của Amenemhat dù không có bất kỳ bằng chứng nào cho thấy rõ mối quan hệ giữa hai người. Trong khoảng thập niên sau năm 24, vương tử Amenemhat qua đời, và Satiah cũng biến mất, thay vào vị trí đó là vương hậu Merytre-Hatshepsut, cũng là mẹ của vua kế vị Amenhotep II.